# Stegoalpheon choprai
Stegoalpheon choprai är en kräftdjursart som beskrevs av Pillai 1954. Stegoalpheon choprai ingår i släktet Stegoalpheon och familjen Bopyridae. Inga underarter finns listade i Catalogue of Life.